# ابن لبطل أصغر (رواية)
ابن لبطل أصغر (بالإنجليزية: Son of a Smaller Hero)‏ هي رواية للكاتب الكندي مردخاي ريشلر، نشرت عام 1955، لأول مرة عن دار نشر أندريه دويتش.